# Wolfgang Ronner

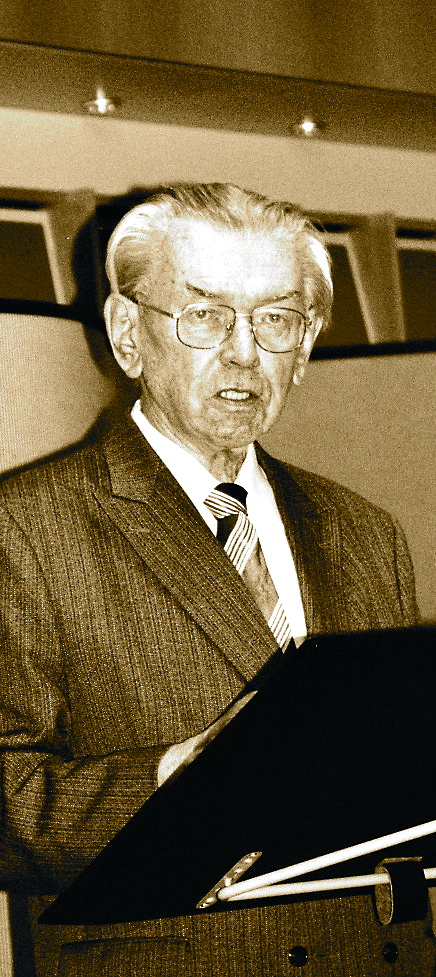
Wolfgang Ronner, 2004

Wolfgang Ronner (* 30. März 1921 in Goldberg, Niederschlesien; † 21. Oktober 2008 in Kronberg im Taunus) war ein deutscher Lehrer und Heimatforscher. Als sein Hauptwerk gilt die dreibändige Geschichte der Stadt Kronberg im Taunus.

## Leben
Wolfgang Ronner studierte Germanistik, Geschichte und Geographie. 1954 wurde er Lehrer, er war zuletzt Oberstudienrat. Seit 1958 lebte er in Kronberg, unterrichtete an der Altkönigschule und beschäftigte sich intensiv mit der Stadtgeschichte. Ronner hat sich wie kein anderer mit der Geschichte Kronbergs befasst und sich um sie verdient gemacht. Zahlreiche Buchveröffentlichungen und sein Wirken im Verein für Geschichte sind Grundlage für weitere Forschungen. 1972 war er Mitbegründer des Vereins für Geschichte Kronberg im Taunus e. V. Im Jahr 1983 erhielt Ronner den „Klaus-Mehnert-Preis für Politik und Religion im alten Kronberg“, der dritte Teil der Reihe „Als Kronberg hinter Mauern lag“. Die Ehrenplakette der Stadt Kronberg wurde ihm anlässlich seines 70. Geburtstags im Jahr 1991 verliehen. 1996 folgte der Saalburgpreis des Hochtaunuskreises.
Am 19. März 2005 wurde Ronner in einer Feierstunde in der Stadthalle wegen seiner großen Verdienste um die Stadt zum Ehrenbürger der Stadt Kronberg ernannt. Er war maßgeblich beteiligt beim Aufbau des Stadtmuseums (2005) und des Burgmuseums im Flügelstammhaus der Burg Kronberg (2008).

## Veröffentlichungen (Auswahl)
- Demokritos, der lachende Philosoph. München 1966.
- Die Kirche und der Keuschheitswahn. Christentum und Sexualität. München 1971.
- Als Kronberg hinter Mauern lag. 3 Bände. Kronberg 1975, 1978, 1983.
- Politik und Religion im alten Kronberg. Neustadt /Aisch 1982.
- Die von Kronberg und ihre Frauen. Begegnungen mit einem Rittergeschlecht. Neustadt/Aisch 1992.
- Die Herren von Kronberg und ihr Reichslehen 1189–1704. Frankfurt am Main 1999.
- Friedrich Butterfinger. Aachen 2004.